# Maria Efrem Garrelon
Maria Efrem del Sacro Cuore di Gesù, al secolo Lucien Garrelon (Casteljaloux, 18 novembre 1827 – Mangalore, 11 aprile 1873), è stato un missionario e vescovo cattolico francese.

## Biografia
Studiò nel seminario di Agen e fu ordinato prete il 21 dicembre 1850; fu direttore del collegio di San Caprasio, poi parroco di Marmande e quindi rettore del seminario maggiore di Agen.
Dal 1853 assistette a Bordeaux Pierre-Bienvenu Noailles nella direzione dell'istituto della Sacra Famiglia, poi maturò la decisione di abbracciare la vita religiosa tra i carmelitani scalzi.
Vestì l'abito religioso tra i frati del convento di Le Broussey il 15 maggio 1854, prendendo il nome di Maria Efrem del Sacro Cuore; il 17 maggio 1855 professò i voti. Insegnò teologia dogmatica nel convento di Carcassonne, fondò e diresse il convento di Rennes e nel 1858 fu eletto priore del convento di Bordeaux.
Lasciò il priorato nel 1859 e chiese di essere assegnato alle missioni in India: raggiunse il Malabar e lavorò nel Mahé; dal 1864 fu anche cappellano militare a Cannanore.
Fu nominato pro-vicario apostolico di Quilon nel 1866 e nel 1868 fu innalzato alla dignità episcopale (vescovo di Nemesi in partibus e vicario apostolico di Quilon). Per l'istruzione e l'educazione cristiana della popolazione del vicariato, chiamò a Quilon i Fratelli delle scuole cristiane e le Suore di San Giuseppe dell'Apparizione.
Iniziò poi a progettare la fondazione di una nuova congregazione femminile interamente dedita al lavoro missionario e nello spirito del Carmelo teresiano: ricorse all'aiuto di madre Veronica della Passione, superiora delle suore di San Giuseppe dell'Apparizione a Calicut, che fu inviata a Bayonne a reclutare compagne. La nuova congregazione, detta del Carmelo apostolico, fu fondata il 16 luglio 1868.
Nel 1870 il vescovo raggiunse l'Europa per partecipare al Concilio Vaticano I, durante il quale fu trasferito al vicariato apostolico di Mangalore. Tornato in India, si stabilì a Mangalore, dove fu raggiunto dalle sue suore e da un gruppo di carmelitane scalze di Pau che fondartono un monastero di clausura.
La sua salute, compromessa dal lavoro, dall'austerità di vita e dalla mancanza di cure, peggiorò rapidamente. Morì quarantacinquenne, in concetto di santità.

## Genealogia episcopale
La genealogia episcopale è:
- Cardinale Scipione Rebiba
- Cardinale Giulio Antonio Santori
- Cardinale Girolamo Bernerio, O.P.
- Arcivescovo Galeazzo Sanvitale
- Cardinale Ludovico Ludovisi
- Cardinale Luigi Caetani
- Cardinale Ulderico Carpegna
- Cardinale Paluzzo Paluzzi Altieri degli Albertoni
- Papa Benedetto XIII
- Papa Benedetto XIV
- Papa Clemente XIII
- Cardinale Giovanni Carlo Boschi
- Cardinale Bartolomeo Pacca
- Cardinale Carlo Maria Pedicini
- Arcivescovo Julien-Marie-François-Xavier Hillereau
- Vescovo Giuseppe Antonio Giacomo Borghi, O.F.M.Cap.
- Vescovo Anastasio Hartmann, O.F.M.Cap.
- Vescovo Michele Antonio Anfossi, O.C.D.
- Vescovo Maria Efrem Garrelon, O.C.D.